# Rexhep Meidani
Rexhep Qemal Meidani (n. 1944) é um político da Albânia, foi presidente da Albânia de 1997 até 2002.
Graduou-se na Faculdade de Ciências Naturais, especializando-se em Física, em 1966. Fez sua pós-graduação em Caen, França, em 1974. Trabalhou como catedrático do departamento de Física da Faculdade de Ciências Naturais até 1996. Neste período, publicou diversos trabalhos dentro e fora do país. Tem doutorado em Física do estado sólido pela Universidade de Paris XI.